# Tefrodornítids
Els tefrodornítids (Tephrodornithidae) són un grup d'ocells que formen una família actualment obsoleta. Són petits ocells que habiten la selva tropical d'Àsia.
Aquesta família va ser reconeguda en la classificació del Congrés Ornitològic Internacional (versió 2.4, 2010) arran els treballs de Moyle et al.,2006. La família estava formada per tres gèneres amb un total de 8 espècies.
- Gènere Hemipus.
  - Hemipus picatus.
  - Hemipus hirundinaceus.
- Gènere Tephrodornis.
  - Tephrodornis virgatus.
  - Tephrodornis sylvicola.
  - Tephrodornis pondicerianus.
  - Tephrodornis affinis.
- Gènere Philentoma.
  - Philentoma pyrhoptera.
  - Philentoma velata.

Segons la classificació de Clements 6a edició (2009), el gènere Hemipus pertanyia a la família dels campefàgids (Campephagidae) i els altres dos gèneres, que han figurat a moltes classificacions com "incertae sedis", a la dels prionòpids (Prionopidae). Actualment tots tres gèneres són inclosos als vàngids.